# هانا واگنرووا
هانا واگنرووا (چکی: Hana Vagnerová؛ زادهٔ ۲۱ فوریهٔ ۱۹۸۳) بازیگر اهل جمهوری چک است.
از فیلم‌ها یا مجموعه‌های تلویزیونی که وی در آن‌ها نقش داشته‌است، می‌توان به باتوری و مرزهای عشق اشاره نمود.